# جزيرات البنكرياس
جُزَيراتُ البَنْكرياس أو جُزَيْرَات لاَنْغَرْهَانْس (بالإنجليزية: Islets of Langerhans)‏ هي عبارة عن مجموعات صغيرة من خلايا البنكرياس تظهر على هيئة بقع صغيرة مختلفة في الشكل والوظيفة عما حولها من خلايا البنكرياس ولذلك تم تسميتها بالجزر، وأول من وجد هذه الخلايا تحت الميكروسكوب هو عالم التشريح والأمراض الألماني پاول لانگرهانس عام 1869 و هو في سن 22 عاما، وتشكل الجزر 1-2% من كتلة البنكرياس، وكتلة الجزر مجتمعة تقدر ب 1-1.5 غرام، وعدد الجزر في بنكرياس الشخص البالغ يقدر بحوالي مليون جزيرة، ويبلغ قطر كل منها 0.2 مم، وهي معزولة عن أنسجة البنكرياس بنسيج ليفي رفيع.

## أنواع خلايا الجزر
وتحتوي هذه الجزر على خمس أنواع من الخلايا التي تختلف بالوظائف والنسبة لوجودها والهرمونات التي تفرزها:
- خلايا ألفا نسبتها 20% تنتج غلوكاغون
- خلايا بيتا نسبتها تقارب 70% تنتج إنسولين وأميليز
- خلايا دلتا نسبتها اقل من 10% تنتج سوماتوستاتين
- خلايا بي بي نسبتها اقل من 5% (خلايا غاما) تنتج عديد الببتيد البنكرياسي [الإنجليزية]
- خلايا إبسيلون نسبتها اقل من 1% تنتج جريلين

| الخلية        | وصفها |
| ------------- | --- |
| خلايا ألفا    | ووظيفتها هي إفراز هرمون الجلوكاجون ووظيفته إطلاق الجلوكوز (سكر العنب) المخزن في الكبد و العضلات ليرتفع منسوب السكر في الدم ويغطي حاجة الجسم من الجلوكوز هي تمثل من 15% -20% من جزر لانجرهانز ويتم إفراز الجلوكاجون عادة عند إحتياج خلايا الجسم للطاقة حيث تنخفض نسبة الجلوكوز الموجودة في الدم عن الحد الأدنى لها. ويعتبر انخفاض منسوب الجلوكوز في الدم هو الحافز الرئيسي لإفراز الجلوكاجون من خلايا لانجرهانس. |
| خلايا بيتا    | ووظيفتها إفراز هرمون الأنسولين وهو الهرمون الذي يفرز عادة بعد تناول الطعام وامتصاص النشويات والسكريات في الجهاز الهضمي، حيث إن ارتفاع منسوب الغلوكوز في الدم بعد تناول الطعام والامتصاص هو العامل المحفز لإفراز الأنسولين من جزر لانجرهانس. ويعمل الأنسولين على خفض منسوب السكر في الدم لأنه يعد من محفزات جدران الخلية (ناقل) حيث يقوم بتحفيز جدار الخلية لكى تفتح لاستقبال الجلوكوز من الدم ليدخل الخلية لإتمام عملية أكسدة الغلكوز في دورة كربس للحصول في النهاية على الطاقة. وتشكل خلايا بيتا 65-80% من مجموع خلايا الجزر. |
| خلايا دلتا    | ووظيفتها هي إفراز هرمون السوماتوستاتين والذي يعمل على تقليل النشاط الهضمي في المعدة والأمعاء. |
| خلايا بي بي   | تفرز بروتين البنكرياس عديد البيبتيد. وينظم هذا البروتين عمل البنكرياس كما ينظم عملية تخزين الغلايكوجين في الكبد. |
| خلايا إبسيلون | وتفرز هذه الخلايا هرمون الغريلين (بالإنجليزية: Ghrelin)‏ وهو أول هرمون ينظم الجوع يتم اكتشافه (عام 1999). وتشكل هذه الخلايا الجزء الأصغر في الجزر. فهي تشكل ما نسبته أقل من 1% من مجموع الخلايا في الجزر. |

## ترابط الخلايا
إفرازات كل نوع من الخلايا يؤثر على الأنواع الأخرى كالأتي:
- الأنسولين - من خلايا بيتا - يثبط اننتاج الغلوكاغون في خلايا ألفا والعكس صحيح، حيث الغلوكاغون يثبط إنتاج الأنسولين.
- السوماتوستاتين ينشط إنتاج الأنسولين والغلوكاغون.

## صور

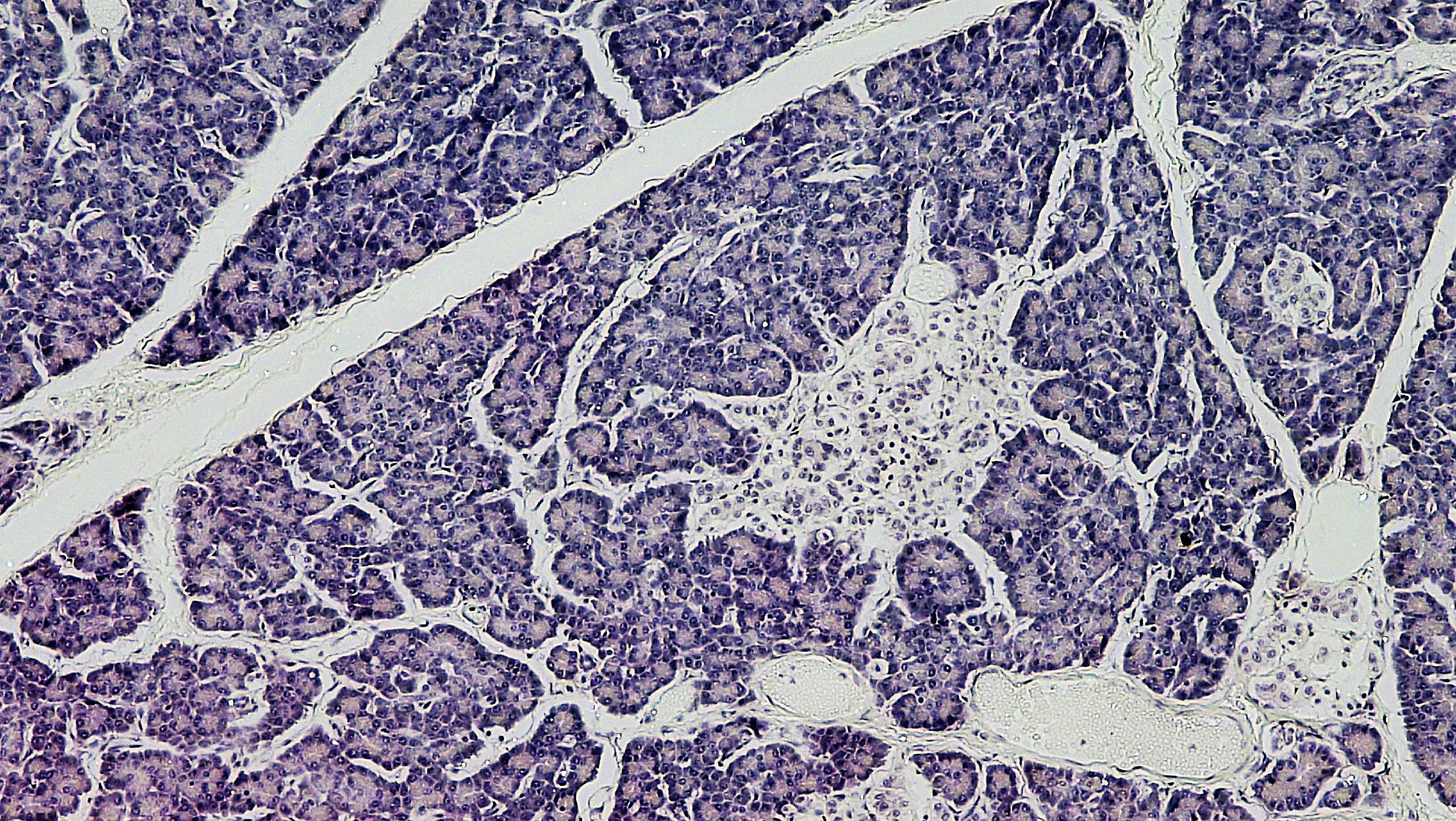
مقطع عرضي للبنكرياس البشري مكبر 100x مرة
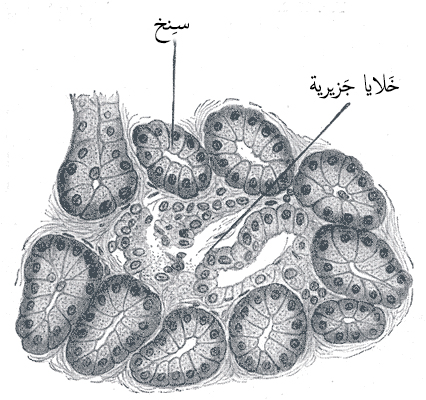
توضيح لبنكرياس الكلب. 250X.